# 殷都区
殷都区（いんと-く）は中華人民共和国河南省安陽市に位置する市轄区。

## 行政区画
- 街道:梅園荘街道、李珍街道、電廠路街道、紗廠路街道、鉄西路街道、水冶街道、清風街街道、北蒙街道、相台街道
- 鎮:曲溝鎮、水冶鎮
- 郷:西郊郷